# Göppingen (district)
Districtul rural Göppingen este un Landkreis în landul Baden-Württemberg, Germania.
1. 1 2 3  GeoNames